# Adrian Adonis
Keith A. Franke, noto con il ring name Adrian Adonis (New York, 15 settembre 1953 – Lewisporte, 4 luglio 1988), è stato un wrestler statunitense, attivo negli anni ottanta in WWF e AWA.

## Carriera
Franke si allenò sotto la guida di Fred Atkins e debuttò nel 1974, combattendo con il suo vero nome. A fine anni settanta, adottò il ring name Adrian Adonis e il personaggio del motociclista rissoso, il biker in giacca di pelle.

### American Wrestling Association

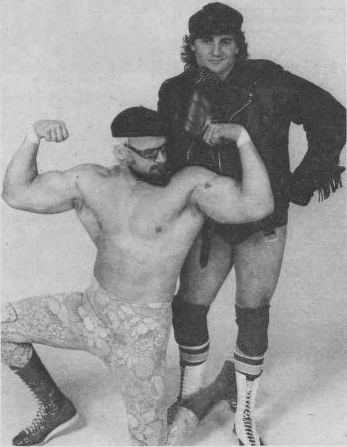
Adonis (destra) e Jesse Ventura: The East-West Connection, 1982

Sempre sul finire degli anni settanta, Adonis entrò nella American Wrestling Association. Nel 1979, formò un tag team con Jesse Ventura. La coppia era conosciuta con il nome East-West Connection dato che Adonis era di New York (ad Est) mentre Ventura veniva accreditato come proveniente dalla California (sulla costa Ovest degli Stati Uniti). Adonis e Ventura vinsero il titolo AWA World Tag Team Championship il 20 luglio 1980, quando Verne Gagne, partner di Mad Dog Vachon nella coppia campione, non fu in grado di difendere la cintura perché era in vacanza in Europa. Adonis e Ventura detennero i titoli fino al 14 giugno 1981, quando furono battuti da Greg Gagne e Jim Brunzell.

### World Wrestling Federation

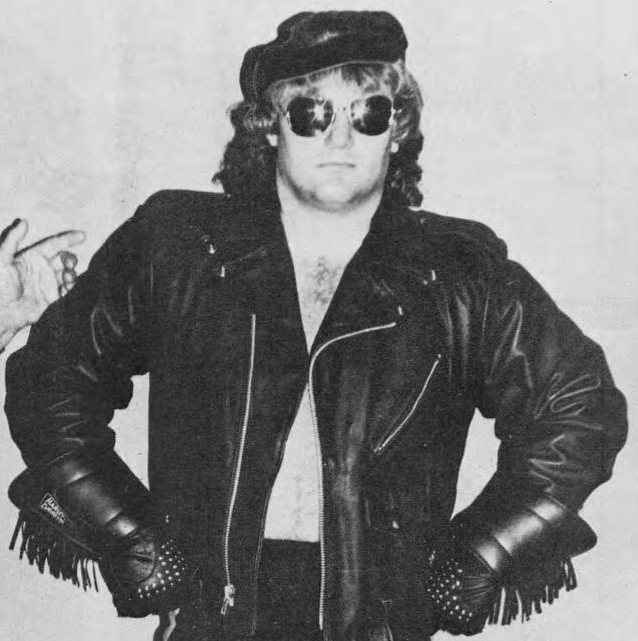
Adonis nel 1983

Adonis e Ventura debuttarono nella World Wrestling Federation (WWF) come tag team e come lottatori singoli. Durante la prima metà del 1982, Adonis sfidava frequentemente il campione WWF Bob Backlund e il campione Intercontinentale Pedro Morales.
Quando gli infortuni costrinsero al ritiro Ventura, Adonis formò un tag team con il Texano Dick Murdoch che venne definito North-South Connection. All'epoca, Adonis, che in precedenza aveva mantenuto una forma fisica accettabile, iniziò ad ingrassare vistosamente. Il 17 aprile 1984, Adonis e Murdoch sconfissero Tony Atlas e Rocky Johnson conquistando le cinture WWF World Tag Team Championship. Mantennero i titoli fino al 21 gennaio 1985, quando furono sconfitti da Barry Windham e Mike Rotundo. La coppia si separò poco tempo dopo la sconfitta.

#### "Adorable" Adrian Adonis
A fine 1985, dopo un breve periodo nel quale Bobby "The Brain" Heenan fu il suo manager, e prese ad utilizzare come mossa finale il DDT mesi prima del debutto in WWF di Jake Roberts, Adonis iniziò a modificare la sua gimmick, iniziando a comportarsi con atteggiamenti smaccatamente omosessuali e prendendo Jimmy Hart come suo manager. Il nuovo personaggio di Adonis era l'effeminatissimo "Adorable" Adrian Adonis. Si tinse i capelli di biondo platino iniziando ad indossare un completo da ring di colore rosa, cappelli e vestiti da donna, e truccandosi pesantemente al limite della macchietta. Nello stesso periodo, Adonis aumentò notevolmente di peso, diventando grasso e sfatto al limite dell'obesità. Nonostante l'evidente declino fisico, questa nuova gimmick sembrò rivitalizzare la sua carriera, portandolo a feud con Uncle Elmer, con Junkyard Dog e con George "The Animal" Steele mentre cercò, anche se senza successo, di sfidare Hulk Hogan per il titolo WWF Championship in diverse occasioni.

##### The Flower Shop
Nel maggio 1986, Adonis (con Hart) debuttò conducendo il proprio spazio TV personale, il Flower Shop, un segmento dedicato alle interviste messo in piedi dalla federazione per riempire il vuoto lasciato da Roddy Piper dopo la chiusura del suo Piper's Pit. In agosto, poco prima del ritorno di Piper, Adonis ottenne i servigi dell'ex guardia del corpo di Piper, "Cowboy" Bob Orton, che iniziò ad indossare un cappello da cowboy rosa per essere più in "sintonia" con il suo nuovo cliente. Il feud con Piper ebbe inizio quando Adonis, Orton, e Don Muraco attaccarono Piper durante il "duello" di audiance tra i due talk show, infortunando Piper ad una gamba, impiastricciandolo di rossetto, e danneggiando la scenografia del Piper's Pit. Una settimana dopo, per vendicarsi Piper distrusse il set del The Flower Shop con una mazza da baseball. la guerra tra i due culminò in un hair vs. hair match a WrestleMania III. Piper vinse l'incontro e con l'aiuto di Brutus Beefcake, riuscì a rapare quasi a zero Adonis gettando le ciocche dei capelli biondi di lui al pubblico festante.

### Ritorno in AWA
Adonis (ora con la testa completamente rasata) ebbe un accenno di feud con Beefcake ma lasciò la WWF poco tempo dopo WrestleMania III, per far ritorno alla AWA, dove assunse come suo manager Paul E. Dangerously. Durante il passaggio di federazione, Adonis mantenne comunque la sua gimmick dell'"Adorable", scontrandosi a più riprese con Tommy Rich e perdendo la finale del torneo AWA International Television Championship contro Greg Gagne nel dicembre 1987. All'inizio del 1988, Adonis andò in tournée con altre star dell'AWA nella New Japan Pro-Wrestling, ma un infortunio all'anca gli precluse la partecipazione allo stesso. In aggiunta al danno economico per la mancata partecipazione al tour NJPW, Verne Gagne decise di sospendergli lo stipendio mensile. Quando Gagne respinse le richieste di aiuto finanziario di Adonis, il wrestler fu costretto a cercare nuovamente di farsi assumere (senza successo) dalla WWF.

## Morte
Adonis restò ucciso in un incidente d'auto il 4 luglio 1988 nei pressi di Lewisporte, nell'isola di Terranova in Canada, mentre era a bordo di un furgoncino insieme agli altri wrestler William "Mike Kelly" Arko, Victor "Pat Kelly" Arko, e Dave "Wildman" McKigney. Adonis, McKigney, e Pat Kelly restarono uccisi quando il guidatore, Mike Kelly, accecato dal sole, inavvertitamente fece precipitare il furgone in un lago. Mike Kelly fu l'unico che sopravvisse, anche se riportò numerose fratture alle gambe.

## Personaggio
Mosse finali
- Adorable Dog (Bulldog)
- DDT
- Goodnight Irene (Sleeper hold)

Manager
- Bobby Heenan
- Fred Blassie
- Jimmy Hart
- Paul Heyman
- Sir Oliver Humperdink

Soprannomi
- "Adorable" (come Adrian Adonis)
- "Gorgeous" (come Keith Franke)

## Titoli e riconoscimenti
- American Wrestling Association
  - AWA World Tag Team Championship (1) – con Jesse Ventura
- NWA Hollywood Wrestling
  - NWA Americas Heavyweight Championship (1)
  - NWA Americas Tag Team Championship (2) – con Black Gordman (1) e Roddy Piper (1)
- Pacific Northwest Wrestling
  - NWA Pacific Northwest Tag Team Championship (1) – con Ron Starr
- Pro Wrestling Illustrated
  - PWI Editor's Award (1988) con Bruiser Brody
  - PWI lo ha classificato alla posizione numero 128 nella lista dei 500 migliori wrestler nei PWI Years del 2003.
  - PWI lo ha classificato alla posizione numero 35 nella lista dei 100 migliori tag team (con Dick Murdoch) nei PWI Years del 2003.
- Southwest Championship Wrestling
  - SCW Southwest Heavyweight Championship (1)
  - SCW World Heavyweight Championship (1)
- World Wrestling Federation
  - WWF Tag Team Championship (1) – con Dick Murdoch[2][3]
- Wrestling Observer Newsletter
  - Most Embarrassing Wrestler (1986)
  - Most Improved Wrestler (1981)
  - Most Underrated Wrestler (1982)
  - Worst Gimmick (1986, 1987)